# Aleksandra Centkowska
Aleksandra Centkowska (ur. 27 listopada 1988) – polska lekkoatletka specjalizująca się w biegach długodystansowych. Młodzieżowa mistrzyni Polski U23 w biegu na 10000 metrów (Postomino 2009).

## Rekordy życiowe
Opracowano na podstawie
| Konkurencja                        | Obiekt  | Data             | Miejsce       | Wynik    |
| ---------------------------------- | ------- | ---------------- | ------------- | -------- |
| bieg na 1500 metrów                | stadion | 26 lipca 2009    | Sopot         | 4:33:23  |
| bieg na 3000 metrów z przeszkodami | stadion | 13 sierpnia 2009 | Berlin        | 10:33:54 |
| bieg na 5000 metrów                | stadion | 30 sierpnia 2009 | Bielsko-Biała | 16:53:07 |
| bieg na 10000 metrów               | stadion | 20 czerwca 2009  | Postomino     | 36:08:51 |

## Osiągnięcia
Opracowano na podstawie
| Rok  | Impreza                            | Miejsce       | Konkurencja                        | Pozycja    | Wynik    |
| ---- | ---------------------------------- | ------------- | ---------------------------------- | ---------- | -------- |
| 2009 | Młodzieżowe Mistrzostwa Polski U23 | Postomino     | bieg na 10000 metrów               | 1. miejsce | 36:08:51 |
| 2009 | Młodzieżowe Mistrzostwa Polski U23 | Bielsko-Biała | bieg na 3000 metrów z przeszkodami | 3. miejsce | 10:39:79 |
| 2009 | Młodzieżowe Mistrzostwa Polski U23 | Bielsko-Biała | bieg na 5000 metrów                | 3. miejsce | 16:53:07 |